# Giuseppe Bagatti Valsecchi
Giuseppe Bagatti Valsecchi (Milano, 18 agosto 1845 – Milano, 20 aprile 1934) è stato un architetto e avvocato italiano.

## Biografia
Figlio di Pietro e di Carolina Angiolini e fratello del più famoso Fausto, anch'egli architetto, Giuseppe nacque a Milano il 18 agosto 1845 e come il fratello si laureò poi in giurisprudenza, pur conservando entrambi una comunanza d'amore e di gusto per l'arte, in particolare quella rinascimentale.
Tra le sue prime opere nel campo architettonico, curò cul fratello la ristrutturazione completa del palazzo di famiglia secondo lo stile rinascimentale da loro amato, con l'ideale di vivere come principi del Quattrocento, pur non rinunciando a tutte le comodità di un secolo così innovativo come l'Ottocento poteva offrire. Tale palazzo è oggi noto per essere la sede del Museo Bagatti Valsecchi, con una vasta raccolta di dipinti, sculture, armi, oggetti in vetro e prodotti di oreficeria, tessuti, ceramiche, libri e oggetti d'artigianato provenienti dall'epoca rinascimentale dell'Italia e della Lombardia, ricostruendo fedelmente un'abitazione dell'epoca, che poi altro non era che la residenza ufficiale della famiglia stessa.
All'inizio del nuovo secolo curò la costruzione della nuova chiesa parrocchiale di Senago (dove adottò uno stile puro rinascimentale) nonché il restauro col fratello Fausto della chiesa milanese di Santa Maria della Pace, sconsacrata e convertita per qualche tempo a salone musicale su interessamento di Lorenzo Perosi. Da solo si impegnò anche nella realizzazione della cappella Borromeo a Oreno, in relazione al suo matrimonio con Carolina dell'omonima famiglia, utilizzando per la facciata alcune delle colonne precedentemente recuperate dal Lazzaretto di Milano.
Dopo la morte del fratello poco prima dello scoppio della prima guerra mondiale, Giuseppe si dedicò ancora più attivamente al volontariato e all'assistenza al prossimo, arruolandosi come volontario infermiere all'ospedale mobile della Croce Rossa Italiana e poi come vedetta antiaerea nella periferia di Milano. Negli ultimi anni di vita, Giuseppe divenne membro dell'Accademia di Belle Arti di Milano, della Commissione Conservatrice dei Monumenti e degli Oggetti di Antichità ed Arte, della Commissione per i restauri della Basilica di Sant'Ambrogio e della Società Storica Lombarda.
Sopravviverà all'amato congiunto di altri vent'anni, morendo nel 1934.
Sposato con Carolina Borromeo (1864-1925), ebbe cinque figli: Costanza, Pier Fausto, Carlo Maria, Maria e Pasino.

## Archivio
Documentazione relativa ai progetti redatti dagli architetti Fausto e Giuseppe Bagatti Valsecchi raccolta in circa 150 buste di vari formati conservate in 2 cassettiere: disegni tecnici a matita e china su carta e su carta millimetrata, schizzi a matita e china su carta, disegni a china e acquerelli policromi (1.300 circa); dagherrotipi, stampe all'albumina e fotografie (900 circa), incisioni (120 circa), documenti e pubblicazioni (140 circa).
Il Museo Bagatti Valsecchi possiede anche l'Archivio storico della famiglia Bagatti Valsecchi con inventario a cura di Antonella Bilotto su incarico della Soprintendenza Archivistica della Lombardia, 2001. Altri documenti sono conservati presso l'Archivio Storico Civico di Milano, l'Archivio Comunale di Varedo (Milano), l'Archivio privato Carlo Gnecchi Ruscone di Inzago (Milano), l'Archivio privato Francesco Gnecchi Ruscone di Milano, l'Archivio privato Adalberto Borromeo di Oreno (Milano), l'Archivio privato famiglia Sala di Milano, l'Archivio Rocca di Soragna (Parma).